# كرم جيم
كرم جيم ممثل ومغني بوب تركي شهير، ولد في 28 سبتمبر 1977، في مدينة ميلاس، تركيا. 

## روابط خارجية
كرم جيم على موقع IMDb (الإنجليزية)
- كرم جيم على موقع ميوزك برينز (الإنجليزية)
- كرم جيم على موقع ديسكوغز (الإنجليزية)
- كرم جيم على موقع قاعدة بيانات الفيلم (الإنجليزية)